# Pulsatilla alpina
Pulsatilla alpina es una especie de la familia de la ranunculáceas. Puede encontrarse en las montañas de Europa central  y de Europa del Sur desde el centro.

## Descripción
Es una planta seríceo-vilosa inicialmente, glabrescente más tarde. Con rizoma oblicuo, subcilíndrico. Hojas basales largamente pecioladas, no persistentes, al menos 2-pinnatisectas, variables en grado sumo. Brácteas del verticilo infrafloral pecioladas, similares a las hojas, con segmentos no lineares. Flores 4,5-6 cm de diámetro, erectas; piezas periánticas elípticas, amarillas o blancas, en este último caso ± azuladas por la cara externa.

## Distribución y hábitat
Se encuentra en los pastos, lugares pedregosos, fisuras de rocas, tanto en suelo silíceo como calizo; piso montano y subalpino. En el centro, oeste y sur de Europa.

## Subespecies
Hay un número muy elevado de subespecies, basándose en la forma de las hojas. P. alpina schneebergensis es endémica del norte calcáreo alpino de Austria, y llamada así por la montaña Schneeberg en los Alpes. Es reemplazada al oeste por el taxón P. alpina alpina. P. alpina austroalpina se encuentra en los Alpes calcáreos del sur desde Suiza del este, comúmmente sobre dolomitas. P. alpina apiifolia y P. alpina alba  habitan sobre rocas silíceas, y se distinguen por el color de sus flores.  Más en profundidad se distinguen más subespecies en la cordillera Cantábrica (subsp. cantabrica) y en Córcega (subsp. cyrnea).

## P. alpina apiifolia
Planta vivaz de 15 a 45 cm, provista de rizoma. Hojas con largo pecíolo, dos veces divididas en tres segmentos aserrados. Brácteas caulinares verticiladas, pelosas, cortamente pecioladas, con aspecto análogo al de las hojas. Florece en pleno verano, dando flores pelosas aisladas sobre largos pedúnculos. Son de color amarillo claro, con característico estilo plumoso que se alarga hasta los 5 cm. Pastizales de alta montaña. Habita en la cordillera Cantábrica y Sierra de Gredos.

## sinonimia
- Anemone alpina subsp. apiifolia (Scop.) O. Bolòs & Vigo
- Anemone alpina L.
- Anemone apiifolia Scop.
- Anemone gredensis Rivas Mart.
- Preonanthus alpinus (L.) Fourr.
- Preonanthus apiifolius (Scop.) Skalický
- Pulsatilla alpina subsp. apiifolia (Scop.) Nyman
- Pulsatilla alpina subsp. cantabrica M. Laínz
- Pulsatilla alpina subsp. font-queri M. Laínz & P. Monts.[1]

## Nombres comunes
- Castellano: amapola de flor chiquita, anémona, anémona salvaje, anémona silvestre, flor de Sant Joan, flor del vent, flor del viento, herba del vent, pulsatila alpina, pulsatilla, velluda blanca, viola blanca, yerba del viento.[1]